# Partito Popolare del Kazakistan

Vecchio logo del partito.

Il Partito Popolare del Kazakistan (in kazako Қазақстанның Xалық Партиясы?, Qazaqstannyŋ Xalyq Partiasy, in russo Народная Партия Казахстана?) è un partito politico kazako fondato nel 2004.
Fino al 2020 fu denominato Partito Popolare Comunista del Kazakistan (in kazako Қазақстан Kоммунистік Xалық Партиясы, ҚКХП?, Qazaqstan Kommýnıstik Xalyq Partııasy, in russo Коммунистическая Hародная Партия Казахстана, КНПК?, Kommunističeskaja Narodnaja Partija Kazachstana).
I segretari del Comitato Centrale sono Vladislav Kosarev, Tulesh Kenjin e Jambyl Ahmetbekov.

## Risultati
| Elezione          | Voti    | %    | Seggi   |
| ----------------- | ------- | ---- | ------- |
| Parlamentari 2004 | 94.140  | 1,98 | 0 / 77  |
| Parlamentari 2007 | 76.799  | 1,29 | 0 / 98  |
| Parlamentari 2012 | 498.788 | 7,19 | 7 / 98  |
| Parlamentari 2016 | 537.123 | 7,14 | 7 / 98  |
| Parlamentari 2021 | 659.019 | 9,10 | 10 / 98 |

| Elezione           | Candidato             | Voti    | %    | Esito                |
| ------------------ | --------------------- | ------- | ---- | -------------------- |
| Presidenziali 2005 | Yerassyl Abylkassymov | 23.252  | 0,34 | ❌ Non eletta/o (4º) |
| Presidenziali 2011 | Zhambyl Akhmetbekov   | 111.924 | 1,36 | ❌ Non eletta/o (3º) |
| Presidenziali 2015 | Turgun Syzdykov       | 145.756 | 1,61 | ❌ Non eletta/o (2º) |
| Presidenziali 2019 | Zhambyl Akhmetbekov   | 167.649 | 1,82 | ❌ Non eletta/o (6º) |